# Gerhard Schramke

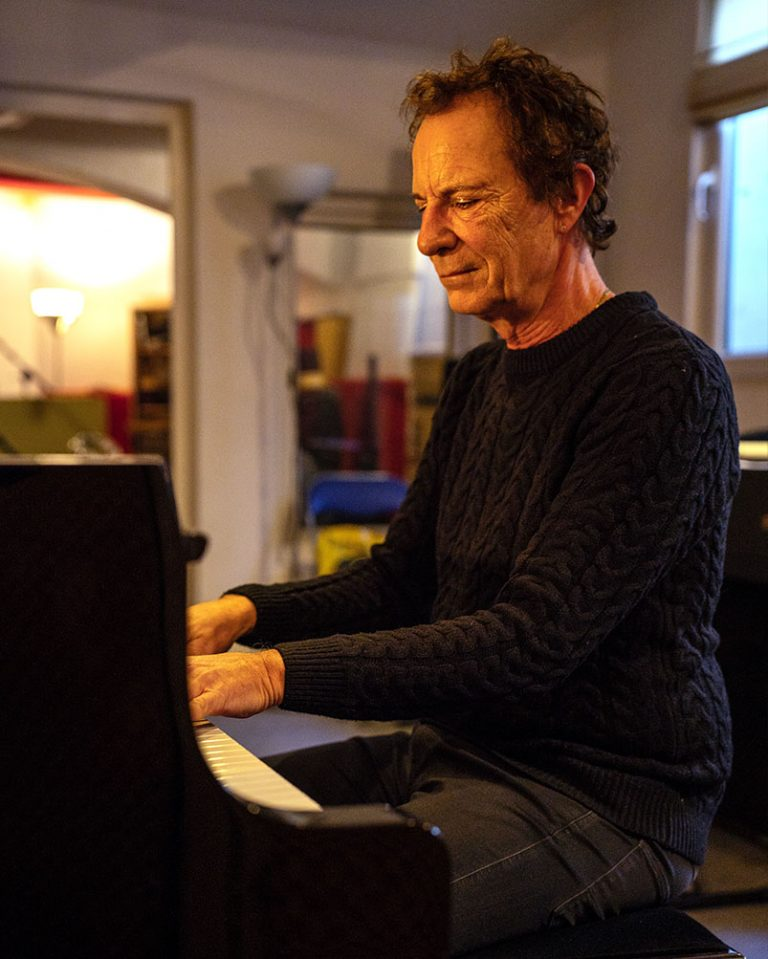
Gerhard Schramke

Gerhard Schramke (* 1959 in Wien) ist ein österreichischer Jazzpianist, Bandleader und Komponist.

## Leben und Wirken
Schramke brachte sich ab der frühen Kindheit autodidaktisch das Klavierspielen bei. Der österreichische Jazzpianist und Komponist Fritz Pauer förderte Schramke schon als jungen Musiker und wurde ein wichtiger Mentor. Es folgten erste Auftritte mit dem Jazz-Saxophonisten Allan Praskin, später auch mit Musikern wie Paolo Cardoso, Joris Dudli, Karl Fian, Cornelia Giese, Karl Ratzer, Harry Sokal und Johannes Strasser.
Schramke war langjähriges Mitglied der Vienna Jazz Formation (Jazzrock, Funk), für die er auch komponierte. Danach spielte er in unterschiedlichen Zusammensetzungen, u. a. mit Tom Henkes, Ingrid Jensen, Nicolas Simion und Paul Zauner. 2024 gründete er das Jazz-Quintett Bop Explosion (mit Uli Langthaler, Dusan Novakov, Márton Papp, Johannes Probst). Im selben Jahr veröffentlichte die Band das Album Waltz for Serena bei Alessa Records mit sechs Kompositionen aus Schramkes Feder.

## Kompositionen (Auswahl)
- Strong Minority[5]
- Little Town[5]
- Road Reggae[5]
- Simmering[6]
- Waltz for Serena[5]

## Diskografie (Auswahl)
- 1989: Vienna Jazz Formation: Different (LP), Gloria Musikverlag 1989.S
- 2024: Bop Explosion: Waltz for Serena (CD/MP3), Alessa Records 2024.

## Einzelbelege
1. 1 2  Bop Explosion: The Formation. Abgerufen am 27. Februar 2025 (englisch).
2. ↑  Vienna Jazz Formation – Different. Abgerufen am 27. Februar 2025.
3. ↑  Alessa Records. Abgerufen am 27. Februar 2025.
4. ↑  Michael Ternai: Bob Explosion Waltz for Serena. In: Music Austria. 16. September 2024, abgerufen am 7. März 2025.
5. 1 2 3 4  Waltz for Serena, Bop Explosion. Abgerufen am 5. März 2025 (amerikanisches Englisch).
6. ↑  Vienna Jazz Formation – Different. Abgerufen am 27. Februar 2025.

| Personendaten    | Personendaten                                     |
| ---------------- | ------------------------------------------------- |
| NAME             | Schramke, Gerhard                                 |
| KURZBESCHREIBUNG | österreichischer Jazzmusiker (Piano, Komposition) |
| GEBURTSDATUM     | 1959                                              |
| GEBURTSORT       | Wien                                              |